# Штерн, Адольф
Не следует путать его с тёзкой-шахматистом, с которым они умерли в один год.
Адольф Штерн (нем. Adolf Stern; 1835—1907) — немецкий писатель

, поэт, историк немецкой литературы и педагог. Настоящее имя данное при рождении — Фридрих Адольф Эрнст (нем. Friedrich Adolf Ernst).

## Биография
Адольф Штерн 14 июня 1835 года в городе Лейпциге. Из-за финансовых проблем в семье, он был вынужден оставить школу до её окончания, однако благодаря усердию в самообразовании ему удалось значительно восполнить пробелы в образовании. С 1852 года Штерн слушал лекции по истории, сравнительной лингвистике, литературе и истории искусств в университетах родного города и Йены.
В 1868 году Штерн был назначен профессором истории немецкой литературы в Дрезденском политехникуме (ныне Дрезденский технический университет), где преподавал до самой смерти.
Штерн находился под влиянием литературно-политического движения «Молодая Германия», a также реалистов Отто Людвига и Кристиана Фридриха Хеббеля. Вместе с Эрихом Шмидтом А. Штерн принадлежал к наиболее известным историкам немецкой литературы.
Его «История литературы» в 7 томах относили в своё время к лучшим произведениям в этой области; он написал около десяти историй литературы (по векам или странам, всего больше ο новейшей литературе); издал с примечаниями и ценными статьями сочинения Гауффа, Гердера, Кернера, О. Людвига, Вильмара, Корнелиуса и некоторых других немецких литераторов.
Штерн писал также стихи, причем его сборник «Gedichte» выдержал ряд изданий; популярностью пользовались также и его новеллы (3-е изд., 1909).
После ранней смерти первой жены Мальвины в 1877 году, Штерн в 1881 году он женился во второй раз на фрау Маргарите (урожденная Herr; 1857—1899), которая была известной пианисткой и музыкальным педагогом, ученицей Ференца Листа и Клары Шуман.
Адольф Штерн умер 15 апреля 1907 года в городе Дрездене.